# Municipio di Vienna
Il Municipio di Vienna (in tedesco Wiener Rathaus) è il palazzo comunale della città di Vienna e uno degli esempi di architettura neogotica più noti in Europa centrale.

## Storia e descrizione
Venne progettato da Friedrich von Schmidt e costruito tra il 1872 e il 1883 sulla nota Ringstraße: il vecchio municipio nella Wipplingerstraße era diventato insufficiente per il comune di Vienna, oramai notevolmente cresciuto.
L'edificio si distingue per l'effetto plastico della facciata: dietro le arcate goticheggianti si intravede, seminascosto, il vetro delle finestre; il loggiato che intercorre tra le due filigrane pareti alleggerisce così l'effetto di insieme di un edificio che, tutto sommato, ha dimensioni notevoli (153 x 127 m). La costruzione è sormontata dalla torre centrale; con i suoi 105 metri era all'epoca della costruzione la seconda per altezza a Vienna, dopo quella del duomo di Santo Stefano. Sulla torre si trova la nota statua del Rathausmann (uomo del municipio). Situata presso il centro della facciata, la torre principale sporge in avanti, aumentandone così l'effetto di profondità.
La pianta dell'edificio, illuminato da sette cortili, è ispirata alle strutture dell'architettura barocca.
È oggi sede del Landtag dello Stato federato di Vienna (legislativo regionale) e del borgomastro (esecutivo della città).

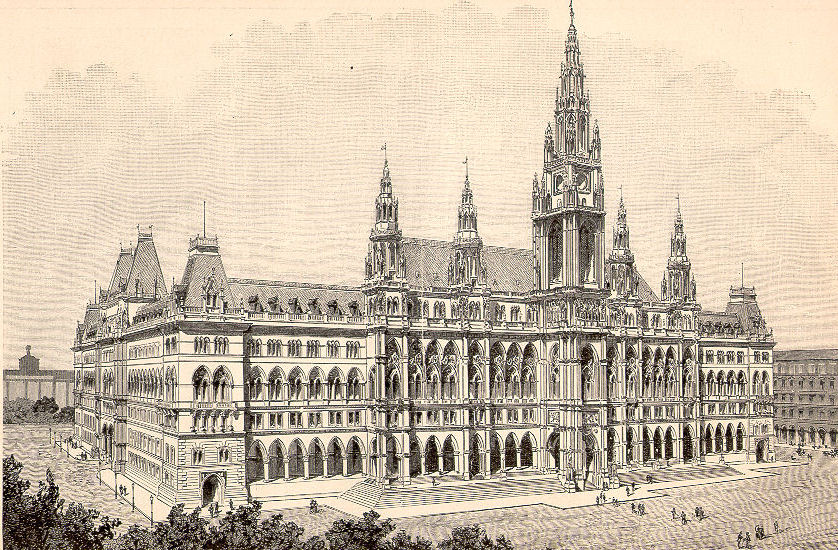
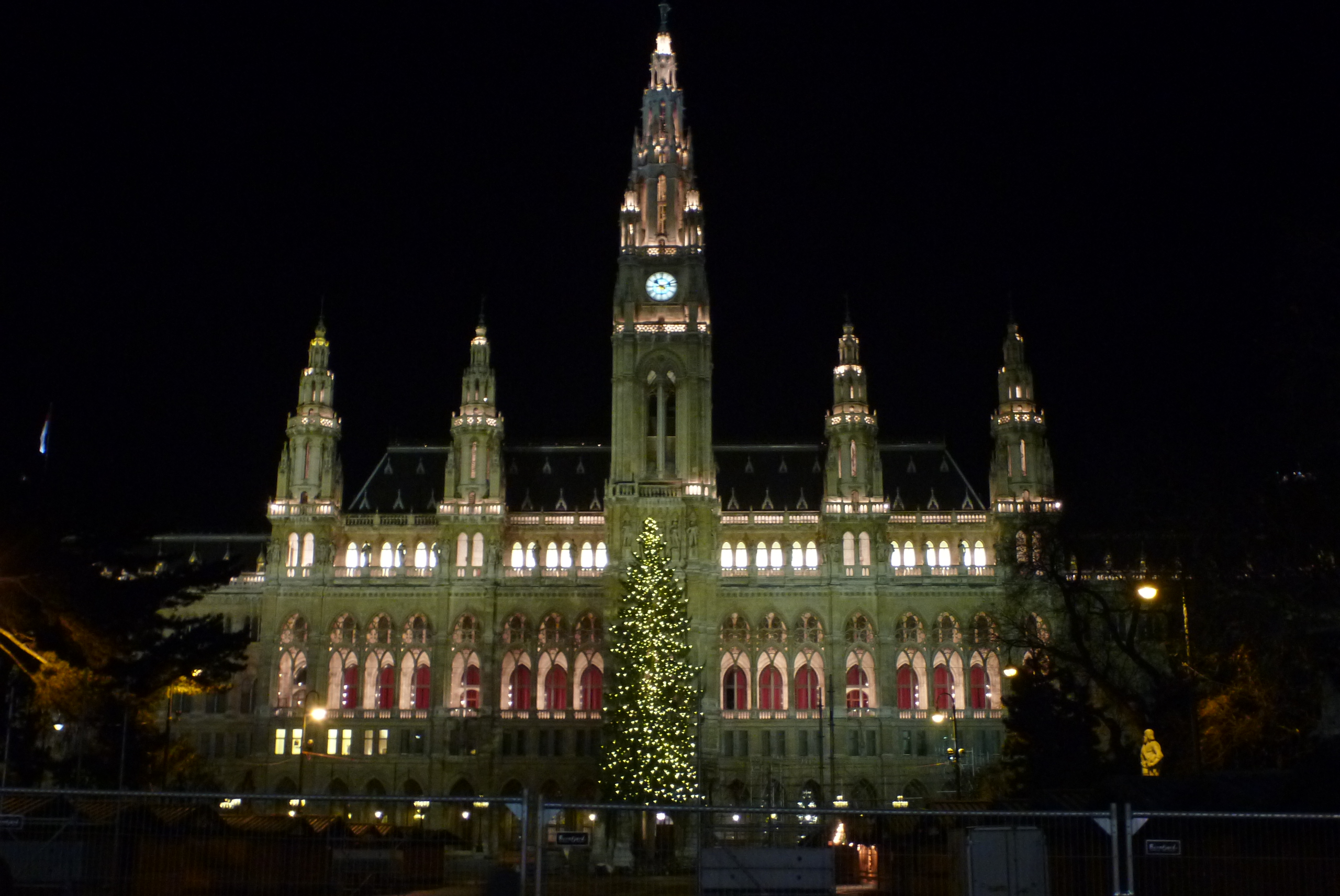